# Scheibe SF 34
Die Scheibe SF 34 (Delphin) ist ein Segelflugzeug-Doppelsitzer in GFK-Bauweise für Schulungs-, Leistungs- und einfachen Kunstflug des Herstellers Scheibe-Flugzeugbau, Dachau.

## Geschichte
Bei der SF 34 handelt es sich um das erste in moderner Kunststoff-Bauweise gefertigte Segelflugzeug der Firma Scheibe, die bis dahin auf die einfachere und für den Vereinsbetrieb leichter zu handhabende Gemischtbauweise gesetzt hatte. Gegen die Konkurrenz anderer Kunststoff-Doppelsitzer wie z. B. ASK 21 bzw. Twin Astir war der SF 34 kein großer wirtschaftlicher Erfolg vergönnt, die Fertigung wurde daher 1987 eingestellt. Die französische Firma Centrair fertigte Lizenzbauten unter der Bezeichnung Centrair SNC-34 Alliance. Die Firma Scheibe Aircraft, die auch die Produktionsrechte für den Scheibe SF 25 Falke erworben hat, bietet die SF 34 Delphin seit 2010 wieder an.

## Konstruktion
Rumpf und Tragflächen werden in Kunststoffbauweise gefertigt, beim Rumpf wird die GFK-Schalenbauweise verwendet. Charakteristisch ist das für ein Flugzeug dieser Generation selten verwendete Kreuzleitwerk. ASK 21, Twin Astir oder auch Janus und die DG-Doppelsitzer haben ein T-Leitwerk, dessen höhere Bodenfreiheit bei einer Außenlandung Vorteile bietet. Der Hersteller argumentiert hier mit höherer Belastbarkeit und einer Gewichtsersparnis gegenüber einem T-Leitwerk.
Ein wesentliches Sicherheitsmerkmal ist die serienmäßige Ausrüstung mit automatischen Ruderanschlüssen. Die Sitze liegen auf gleicher Bauhöhe hintereinander im Cockpit, welches mit einer einteiligen, seitlich wegklappbaren Haube versehen ist, die eine sehr gute Rundumsicht ermöglicht. Als Landehilfe dienen Störklappen nach dem System Schempp-Hirth auf der Tragflächenoberseite.
Die SF 34 ist sowohl mit einer Bug- als auch einer Schwerpunktkupplung ausgestattet. Als Fahrwerk dient ein fest eingebautes, gefedertes Zentralrad sowie ein Bugrad und ein Spornrad am Heck. Die Anordnung des Hauptrades hinter dem Schwerpunkt ermöglicht ein gutes Bodenhandling.

## Technische Daten
| Kenngröße              | Daten                                |
| ---------------------- | ------------------------------------ |
| Besatzung              | 1–2                                  |
| Länge                  | 7,50 m                               |
| Spannweite             | 15,80 m                              |
| Flügelfläche           | 14,80 m²                             |
| Flügelstreckung        | 17                                   |
| Profil                 | FX 61-184 (innen), FX 60-126 (außen) |
| Gleitzahl              | 35 bei 95 km/h                       |
| Geringstes Sinken      | 0,7 m/s bei 75 km/h                  |
| Leermasse              | 340 kg                               |
| max. Zuladung          | 200 kg                               |
| max. Flugmasse         | 540 kg                               |
| min. Flächenbelastung  | 27,7 kg/m² (aktuelle Produktion)     |
| max. Flächenbelastung  | 36,5 kg/m²                           |
| Mindestgeschwindigkeit | 65 km/h                              |
| Höchstgeschwindigkeit  | 250 km/h                             |